# Casa dell'Erma di Bronzo

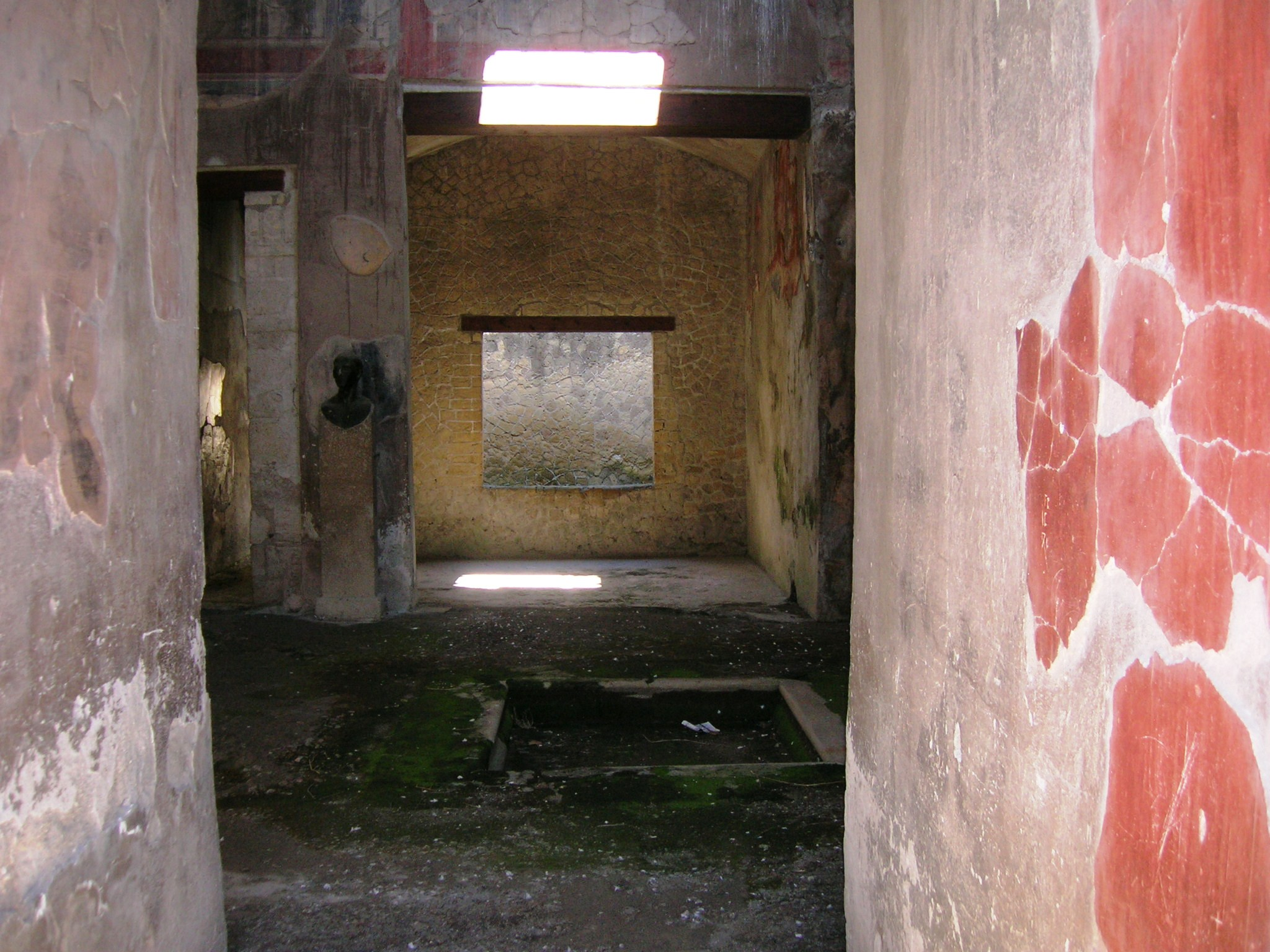
L'atrio

La casa dell'Erma di Bronzo è una casa di epoca romana, sepolta durante l'eruzione del Vesuvio del 79 e ritrovata a seguito degli scavi archeologici dell'antica Ercolano: è così chiamata per il ritrovamento al suo interno di un'erma in bronzo raffigurante un uomo.

## Storia e descrizione
Costruita in epoca sannita, la casa fu ricoperta sotto una coltre di fango a seguito delle colate piroclastiche durante l'eruzione vesuviana nel 79: esplorata prima tramite cunicoli durante le indagini borboniche nel XVIII secolo, fu riportata alla luce agli inizi del XX secolo da Amedeo Maiuri.
L'ingresso principale della casa dell'Erma di Bronzo è posto lungo il cardo IV ed ha un'estensione di circa centocinquanta metri quadrati; superate le fauci d'ingresso, si accede all'atrio: in stile tuscanico, presenta un impluvium centrale in tufo, compluvium, ricostruito durante gli scavi, sostenuto da travi in legno, pareti affrescate in terzo stile con pannelli rossi e neri incorniciati da un bordo in rosso chiaro e pavimentazione in opus signinum; nella stanza è stata ritrovata un'erma in bronzo, di cui è esposto il calco, con il volto di un uomo, proprietario della casa, mentre sulla parete nord si aprono due finestre che illuminavano la confinante casa a Graticcio. Sull'atrio si affacciano diversi ambienti: due piccoli cubicoli, di cui uno dotato d'ingresso anche dalle fauci, ed il tablino, con decorazioni in terzo stile, simili a quelle dell'atrio, e pavimento in opus sectile, oltre ad una grande finestra che dà in un ambiente adibito a pozzo di luce, arricchito con pitture che tendono a riprodurre un giardino. Dall'atrio, un corridoio a sinistra del tablino, oltre a condurre al finto giardino, porta al triclinio, anch'esso decorato in terzo stile, con piccole scene di paesaggi marini.